# Giovanni di Turino

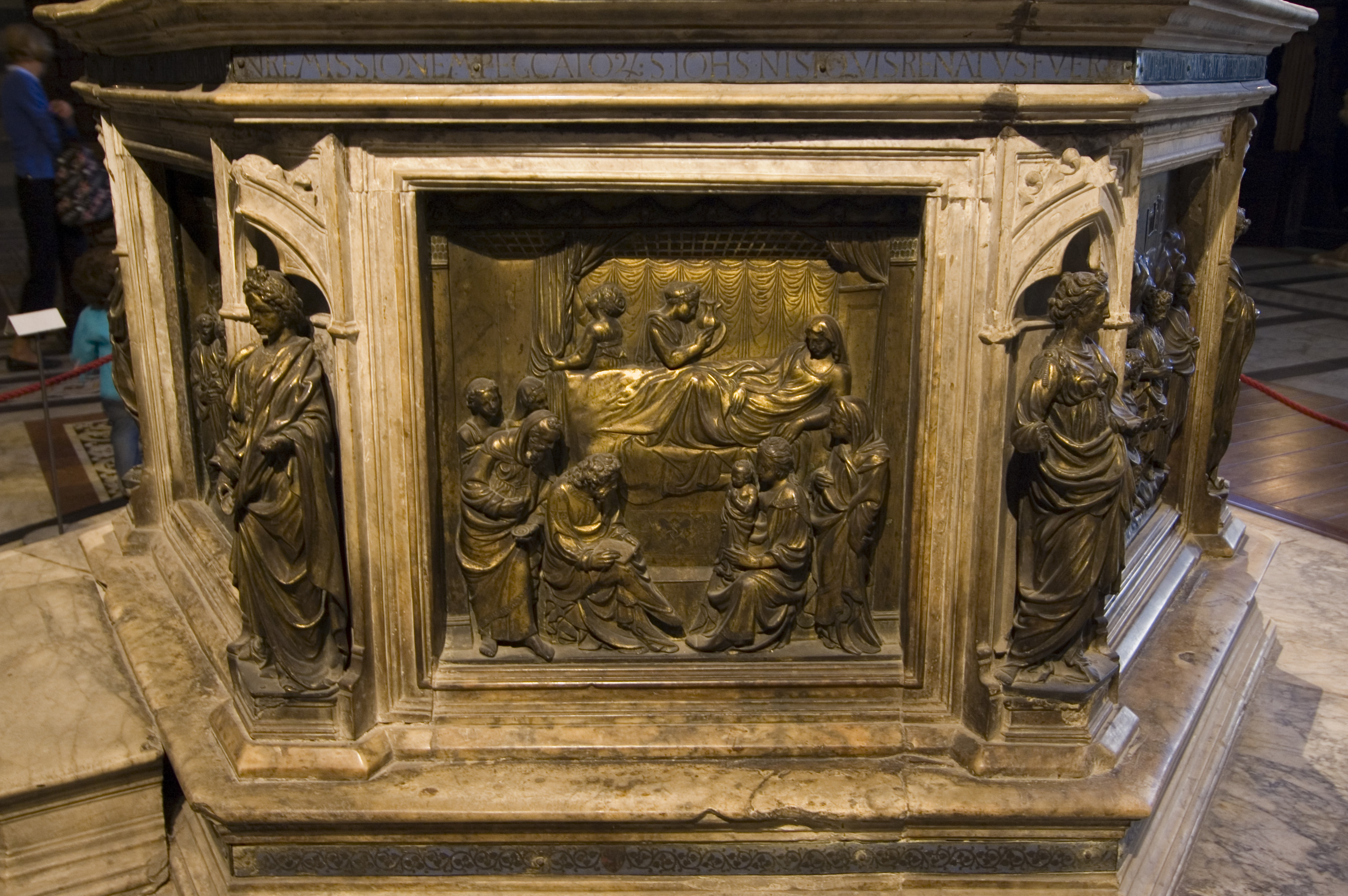
Opere di Giovanni di Turino nel fonte battesimale di Siena

Giovanni di Turino, o Turini (Siena, 1385 circa – post 1455), è stato un orafo e scultore italiano.

## Biografia e opere
Figlio dell'orafo Turino di Sano e di "madonna Tommasa di Giusto di maestro Vanni", è documentato dal 1416 al 1455. Ereditata col fratello Lorenzo la bottega del padre nel 1427 circa, fu un artista attivo quasi esclusivamente a Siena, tra gli artefici coinvolti nella decorazione del fonte battesimale del Battistero. Per esso realizzò le formelle della Nascita e della Predicazione del Battista, le figure della Giustizia, Carità e Prudenza, lo sportello con la Madonna col Bambino e due dei putti danzanti sulla sommità, lavorandoci dal 1417 al 1430 circa. La vicinanza a Ghiberti nelle sue formelle, quasi testualmente citanti la porta nord del Battistero di Firenze, ha fatto presupporre un'amichevole frequentazione della bottega del collega fiorentino, come farebbero pensare anche alcuni scambi epistolari tra gli artisti.
Altre sue opere sono una Madonna col Bambino lignea in Sant'Agostino (1420 circa), il rilievo con San Paolo (1425) nel transetto sinistro del Duomo di Siena, la "piletta" in bronzo, marmo bianco e smalto nella sagrestia (1437), la Lupa bronzea con gli stemmi della città di Siena, dei terzi e delle compagnie militari (1430 circa) conservata nel vestibolo del palazzo Pubblico, la statua lignea di Sant'Antonio Abate nell'oratorio della Misericordia e un San Giovanni Battista  nei Musei riuniti di Montalcino.